# Parco
Parco (パルコ) är en kedja med japanska varuhus som specialiserar sig på kläder, och i mycket påminner om exempelvis NK. Kedjan startade med ett varuhus i Shibuya, Tokyo men finns idag 22 varuhus i hela Japan. Det finns även Parco-varuhus i  Singapore.